# Marsdenia teysmannii
Marsdenia teysmannii är en oleanderväxtart som beskrevs av Jacob Gijsbert Boerlage. Marsdenia teysmannii ingår i släktet Marsdenia och familjen oleanderväxter. Inga underarter finns listade i Catalogue of Life.